# راندهیر کاپور
راندهیر کاپور (انگلیسی: Randhir Kapoor؛ زادهٔ ۱۵ فوریهٔ ۱۹۴۷) کارگردان، هنرپیشه و تهیه‌کننده اهل کشور هند است. پدر او بزرگ‌مرد سینمای هند راج کاپور است. وی همسر بابیتا و پدر دو ستارهٔ سینمای کاریشما کاپور و کارینا کاپور است. از فیلم‌هایی که وی در آن نقش داشته‌است می‌توان به خواسته اشاره کرد.

## فیلم‌شناسی
فهرست برخی از فیلم‌هایی که راندهیر کاپور در آنها به ایفای نقش پرداخته‌است:
- خواسته
- مادربزرگ معرکه
- خانه شلوغ
- نیویورک
- خانه شلوغ ۲
- تکرار زندگی
- مادر
- پاسخ
- به نام وعده
- دو استاد
- حلال و حرام
- دیروز، امروز و فردا
- عمو و برادرزاده
- مهارت دست
- زمان نمایش
- همسر و همسر
- رامایا خواهد آمد
- سوال
- آخرین راهزن
- خلیفه
- بخش ۳۰۲
- ریاکار